# 自律型無人潜水機

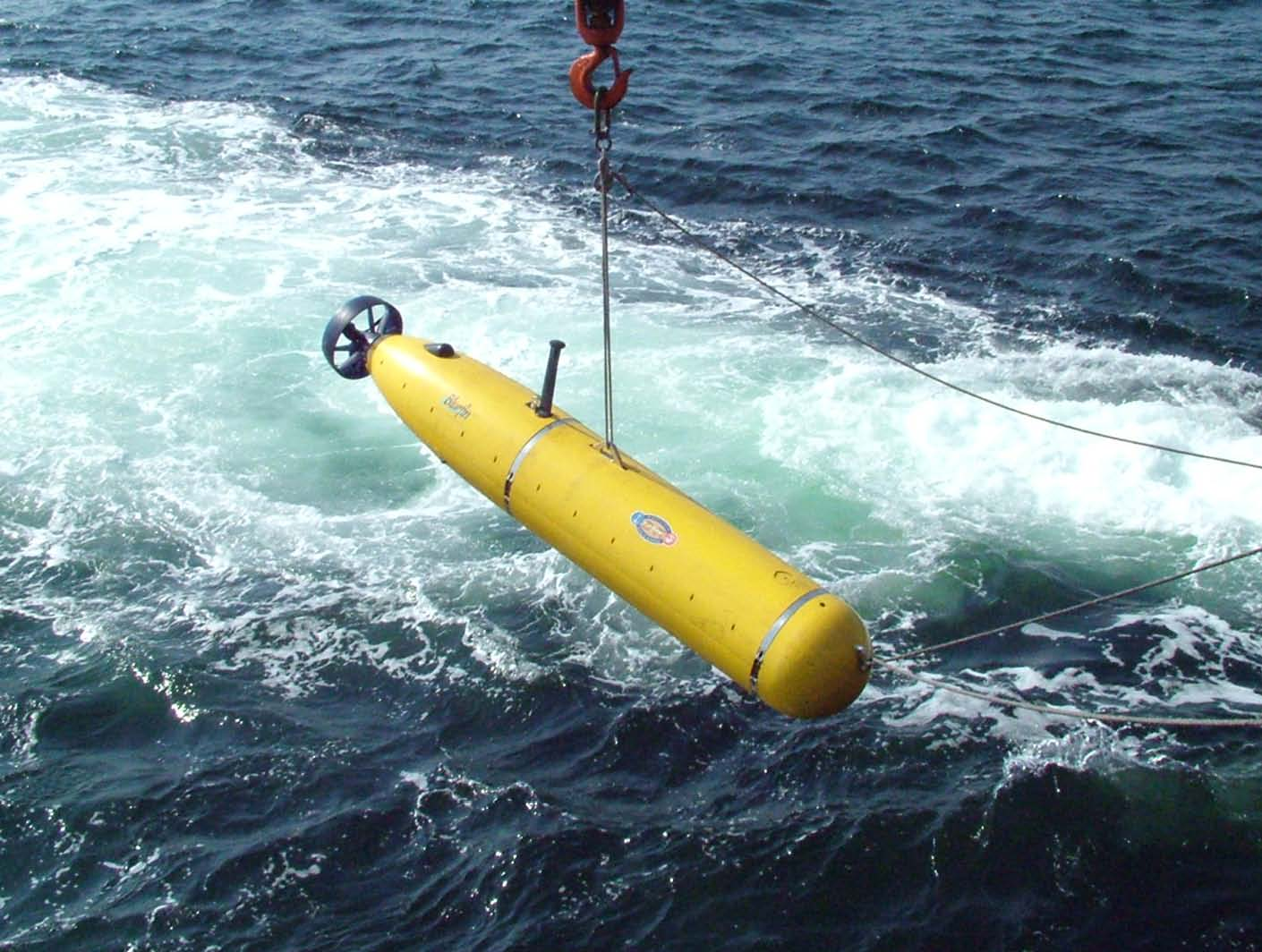
Bluefin ロボティクス社の自律型無人潜水機

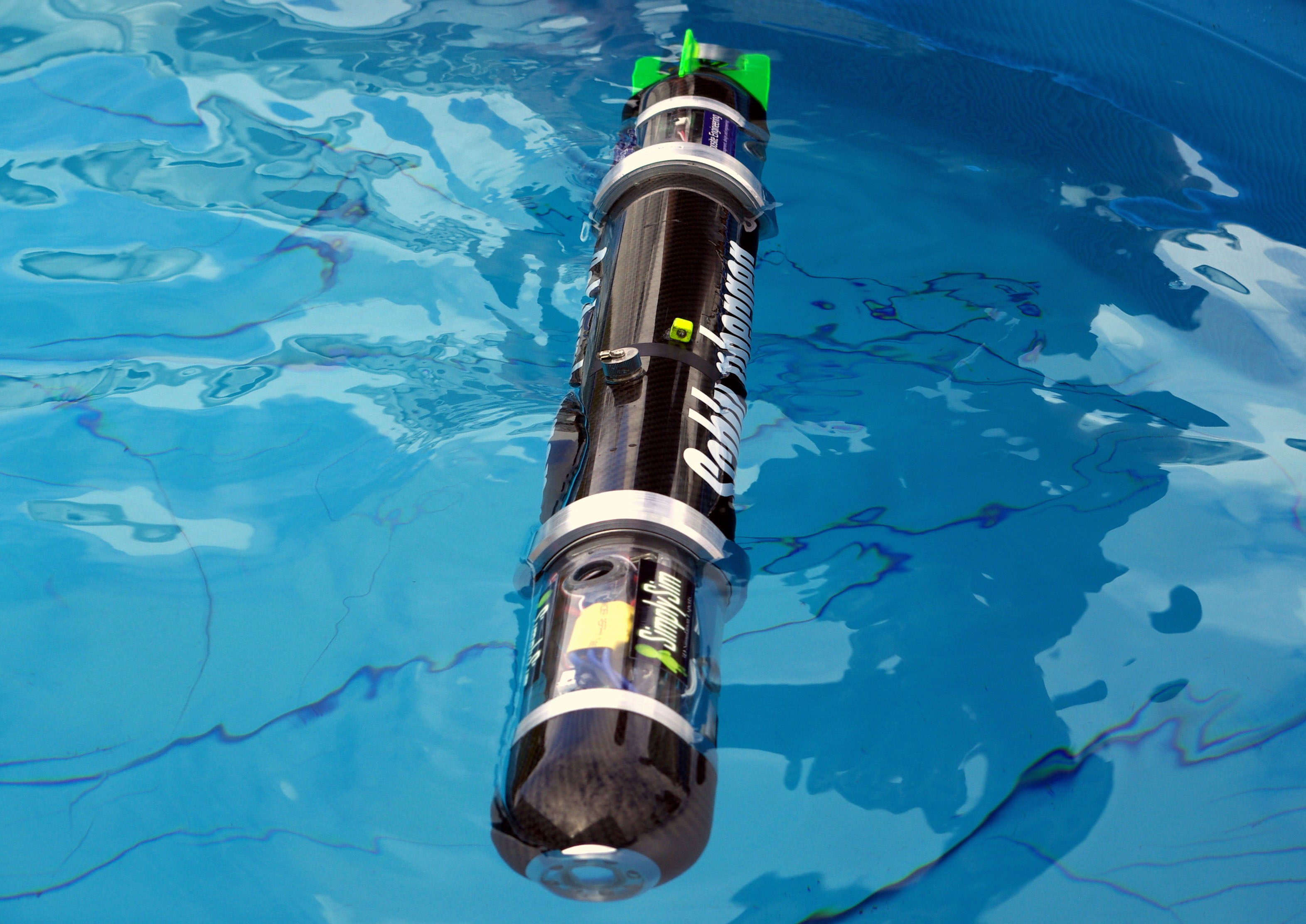
外部からの制御を伴わず自立航法するように設計されたBlackghost AUV

自律型無人潜水機（じりつがたむじんせんすいき、英語: autonomous underwater vehicle, AUV）は、遠隔操作を必要とせず、機器本体が自律的に状況を判断して、全自動で潜航できる無人潜水機（UUV）。自律型無人潜水艇とも称される。

## 概要
状況に応じて、決められた潜航ルートからの逸脱や緊急浮上などの判断を行うことができる能力を持っており、これは蓄電池や燃料電池や閉鎖型内燃機関を動力として深度6000mで活動する物もある。推進装置と動力源の発達により活動距離と時間が伸びた。AUVは天候の影響を受けず、24時間の調査も可能であるほか自律制御が可能なため、省人化・省力化・複数機運用によるコスト削減が見込まれる。また遠隔操作用のケーブルが不要のため大水広範囲の調査も可能である。

## 歴史
初期のAUVがマサチューセッツ工科大学で1970年代に開発された。それらの一つがMITのHart Nautical Galleryに展示されている。同時期にAUVはソビエト連邦でも開発された(その事は後に明らかになった)。それらは水上からオペレータもしくはパイロットが制御する遠隔操作無人探査機(ROV)とは異なる。

## 用途

### 商業
石油資源開発において、積極的なAUVの開発・運用が行われている。石油プラットフォームや海底パイプライン等の建設前の適地選定では、従来大型船等を利用していた調査にAUVを活用することで、大幅なコスト削減が可能である。またパイプラインを点検するAUVも開発されている。
同様に海底ケーブルや洋上風力発電の適地選定・点検・修理にも使用される。

### 科学調査・研究
既存の石油ガス資源に加え、メタンハイドレート・マンガン固塊・レアアース等の海底鉱物資源の探索や採鉱時の環境モニタリンングにAUVが使用されている。また海洋環境・鯨や魚類の生態調査をより人員に依存せず、効率的に実施するためも活用されている。AUVには多種多様なセンサーを元素や化合物の濃度、光の減衰や反射や微生物の存在を測定する為に搭載可能である。
日本では海洋研究開発機構が、「ゆめいるか」「じんべい」「おとひめ」「うらしま」を海底地形調査や海底鉱物資源調査に使用している。
魚を驚かさずに生態調査を行える魚などの水棲生物に擬態したロボットフィッシュが使用されている。

### 外来魚の駆除
アメリカ沿岸部でミノカサゴ属が外来魚として環境破壊していることから、捕らえて電極で気絶させて除去するロボットが使用されている。
また、外来魚の天敵を模したロボットによって追い払いが行われる。

### 趣味
多くのロボット愛好家達がAUVを趣味として製作する。複数の競技会が存在し、これらの自家製のAUVが目標を達成する為に互いに競う。市販されている同種の潜水機のようにこれらのAUVはカメラやセンサーを備える。限られた資源や経験不足の結果、趣味で作られたAUVの大半は運用深度、耐久性において洗練された市販の機種に及ばない。最終的にこれらのAUVは通常は海洋では運用されず大半はプールや池で運用される。単純なAUV
はマイクロコントローラー、PVC耐圧容器、自動ドアロックアクチュエータ、注射器、継電器を使用して製作可能である。

### 軍事
典型的な軍用のAUVの用途は機雷の敷設状況や沿岸域の防衛領域での未確認物体の把握である。AUVは同様に対潜水艦戦や有人潜水艦の哨戒にも使用される。

## 機体の設計
100以上の異なるAUVが過去50年あまりの間に設計されたが、しかし、有意な数の販売の実績のあるのは数社に限られる。AUVを国際的な市場で販売するこれらの会社はKongsberg Maritime, Hydroid (現在はKongsbergによって所有される), Bluefin Robotics, International Submarine Engineering Ltd.とHafmyndを含む約10社である。
機体の大きさは人が携行出来る軽量のAUVから全長10ｍ以上の大型の機種まである。かつて軍用と商業用で一般的だった小型機は現在人気を失いつつある。これはAUVの運用効率を高める為には長航続距離と長期間の運行が必要でその為にはより大型の機体が必要であるとの認識が受け入れられてきたからである。しかし、小型軽量のAUVは廉価なので現在も予算の限られる大学等では一般的である。
Bluefin や Kongsbergを含むいくつかの製造会社は政府の支援の恩恵を受ける。市場は3分野に分類される。:科学分野(大学や研究機関を含む)、商業分野(石油とガス)と軍用分野(機雷対策、戦闘海域の準備)である。これらの任務の大部分は類似の設計で巡航モードで使用される。予め設定されたルートに沿って1から4ノットで航行しながらデータを収集する。
市販されているAUVはウッズホール研究所によって開発され現在はHydroid, Incによって販売されるREMUS 100 AUVのような小型の設計から大型のKongsberg MaritimeのHUGIN 1000 と 3000 AUVやノルウェー防衛研究所によって開発されたBluefin Roboticsの直径12と21インチ(300と530mm)の機体やInternational Submarine Engineering Ltd.のエクスプローラーまである。大半のAUVは従来の魚雷のような外観でこれは最適の大きさで流体力学的効率と扱いやすさの最良の妥協点であるように見られる。これらのいくつかの機体ではモジュラー設計を採用することによって運用者によって手軽に構成を変更できる。
市場は拡大しており、現在では純粋な開発よりも商業的な需要に応じた設計になりつつある。次の段階ではハイブリッド式AUV/ROVが調査や権利介入の用途に用いられると予想される。これはより多くの制御と水中停止能力が必要である。再び市場は金融的な需要と節約と高価な船の時間を節約する目的で動く。
現在、大半のAUVは大半の運用者の投資を維持する為に音響伝送システムの伝達範囲内で非監視任務対応能力を備える。これは万能ではない。一例として、カナダは海洋法に関する国連条約の76条における彼らの主張を裏付ける為に北極海の氷山の下の海底の測量の為に2機のAUV(ISE Explorers)を受領した。
同様に水中グライダーのような超低出力、長航続距離の機体は回収されるまでに数週間から数ヶ月間、潜航してデータを収集して衛星中継でデータを伝送する能力を持つ。
2008年の時点で自然界に見られるデザインを模倣した新型のAUVが開発中である。大半は現在実験段階であるがこれらの生体工学に基づく機体は自然界において成功したデザインを模倣することによってより高い推進効率や優れた機動性が得られる。これらはフェスト社のAquaJelly社のバイオニック マンタである。

### センサー
主に海洋学の道具としてAUVは自動航法の為のセンサーと海洋の地図機能を持つ。一般的なセンサーには方位磁石、水深計、サイドスキャンソナー、や他のソナーや磁力計、温度計、導電計がある。カリフォルニア州のモントレー湾で2006年9月に直径21-インチ (530 mm)のAUVが全長300フィート (91 m)のハイドロフォンアレイを巡航速度3-ノット (5.6 km/h)で曳航する実演が行われた。

### 航法
AUVは海底に設置された発信機からの信号を用いる水中音響測位システムで誘導される。これは長基線音響測位システム(LBL)航法として知られる。水上の支援船から得られる超短基線(USBL)または短基線測位は海中の潜水機が水上の支援船のGPSによる位置との相対的な位置を音の到達時間と方位で算出する物である。
運用は完全に自動化されておいており、AUVは浮上時には備えられたGPSを使用する。GPSの電波を受信できない潜航時には搭載された慣性航法装置で測位する。圧力センサーで垂直方向の測位を行う。これらの観測データはカルマンフィルターでふるいにかけてから最終的な航法に用いる。慣性航法装置とGPS受信機を組み合わせたりGPS信号の受信が途切れた場合には方位磁石を併用する。

### 推進
AUVは複数の推進技術に依存する事が出来るがプロペラを基にした推進器やコートノズルが圧倒的に普及している。これらの推進器は通常電気モーターを動力としていて、モーター内部が錆びないように水密構造によって水の進入を防ぐ構造になっていたり、モーター内に油を満たす事により水の進入を防ぐ構造になっている。

### 動力源
現在の大部分のAUVはリチウムイオン、リチウムイオンポリマー、ニッケル・水素等の蓄電池をバッテリーマネジメントシステムを備えて使用している。いくつかのAUVは1回ごとのミッションにおいて余分な費用がかかるが、おそらく2倍の活動時間が得られる一次電池を動力源として使用する。いくつかの大型のAUVはアルミニウム系の準燃料電池を動力としているが整備や高価な再充填が必要で安全に処理する必要のある廃棄物を生成する。新たな潮流は異なる蓄電池と電気二重層コンデンサを備えた電力システムである。

## 日本におけるAUV開発
日本国内では、1990 年代に東京大学生産技術研究所と三井造船が共同で海嶺探査用自律型水中ロボット「R-One ロボット」を開発し、2001年に後継機種「r2D4」による熱水鉱床探査等が行われた。同時期に海底ケーブルの敷設ルートと海底ケーブル施設後の状況調査を行う AUVの開発も行われるなど、積極的な開発が行われてきた。

### 海洋研究開発機構
海洋研究開発機構（JAMSTEC）は北極海の調査を有効に行うための長距離航行可能な巡航型 AUV として、 2003 年に世界初の燃料電池搭載AUV「うらしま」を開発した。2012年4月には、深度3000mを潜航可能な新型機「ゆめいるか」・「じんべい」・「おとひめ」が公開された。
2016年には東京大学生産技術研究所、海洋研究開発機構、九州工業大学、海上・港湾・航空技術研究所、三井造船、日本海洋事業、KDDI総合研究所、ヤマハ発動機からなる共同研究チーム「Team KUROSHIO」が国際海底探査レースShell Ocean Discovery XPRIZEに参加し、準優勝した。決勝に際して、深度4000mを航行可能な「AUV-NEXT」が開発された。
2023年2月、内閣府による戦略的イノベーション創造プログラムは、複数異機種のAUVを海中に展開し、洋上中継機（ASV）で隊列制御し、従来よりも約4倍の効率で高精度な海底調査ができることを実海域試験で実証したと発表した。

### 防衛省
防衛省技術研究本部では、探知困難な機雷を安全に探知する、無人で広範囲を自律的に動く水中無人機の開発のため、2008年度から「機雷探知機の研究」を、2013年度から「自律型水中航走式機雷探知機の開発」を実施した。2017年度に OZZ-5 自律型水中航走式機雷探知機として装備化され、2023年にもがみ型護衛艦に配備が開始された。
また防衛装備庁は「うらしま」よりも大幅に長い運用期間を想定した「長期運用型UUV」を2027年度までに開発することを目指している。基本型はすでに完成済みで、改良型の試験を26年度にも始める計画である。開発にあたっては長期間のエネルギー補給技術のみならず、長期間の自立行動を可能とする自己診断能力や自己修復性能力を持った高度な自立制御技術が課題となるる。 本システムは様々な運用法が想定されているため、後部の推進機構、前部のカメラ部分とは別に、中央部をモジュール化し、任務に合わせた構造にすることで開発期間を短縮するとともに、コスト削減も図る。

### 民間企業
川崎重工業は潜水艦技術を応用した民生用AUV開発を2013年に開始。2017年度に世界初のロボットアーム付きAUVのプロトタイプが完成、世界で初めて水深2,000m の環境下でAUV で土壌採取することを可能にした。2020年には水深3,000m の水圧に堪え得る、三洋化成工業製の全樹脂リチウムイオン電池の実証試験を開始、従来型のリチウムイオン電池に比べ、航行時間を約8時間から約16時間に倍増させた。2021年には英国のパイプライン検査会社から商用AUV「SPICE（Subsea Precise Inspector with Close Eyes）」1号機の受注を獲得し、商用化が実現した。